# Береа де Монтеро, Мария Анхелика
Мария Анхелика Береа де Монтеро (исп. María Angélica Berea de Montero; 13 апреля 1914 — 5 июля 1983) — аргентинская шахматистка; международный мастер (1952).  
Чемпионка Аргентины 1951 г. 
Победительница зонального турнира ФИДЕ 1951 (8-я зона). Участница турнира претенденток в Москве (1952) — 15-е место. В зональном турнире ФИДЕ 1954 разделила 4-5-е место. 